# Сант'Омобоно Терме
Сант'Омобо̀но Тѐрме (на италиански: Sant'Omobono Terme, до 2004 г. Sant'Omobono Imagna, Сант'Омобоно Иманя, на ломбардски: Sant' Imbù 'al d' Emagna, Сант' Имъбу 'ал дъ Еманя) е община в Северна Италия, провинция Бергамо, регион Ломбардия. Административен център на общината е село Селино Басо (Selino Basso), което е разположено на 427 m надморска височина. Населението на общината е 3897 души (към 2017 г.).